# Число Брюно
Число Брюно — иррациональное число {\displaystyle \alpha }, для которого конечна функция Брюно {\displaystyle B(\alpha )} — бесконечная сумма:
{\displaystyle B(\alpha )=\sum _{n=0}^{\infty }{\frac {\log q_{n+1}}{q_{n}}}}
({\displaystyle q_{n}} — знаменатель {\displaystyle n}-го члена {\displaystyle {\frac {p_{n}}{q_{n}}}} непрерывная дроби разложения {\displaystyle \alpha }).
Функция Брюно {\displaystyle B(x)} определена для иррационального {\displaystyle x} и удовлетворяет следующим условиям:
{\displaystyle B(x)=B(x+1)}
{\displaystyle B(x)=-\log x+xB(1/x)} для всех иррациональных {\displaystyle x} от 0 до 1.
Числа открыты и изучены советским математиком Александром Брюно в работе 1971 году, в которой улучшено диофантово условие в теореме Зигеля: ростки голоморфных функций с линейной частью {\displaystyle e^{2\pi i\alpha }} линеаризуемы, если {\displaystyle \alpha } — число Брюно. В 1987 году Жан-Кристоф Йоккоз показал, что это условие является необходимым, причём для квадратичных многочленов оно не только необходимо, но и достаточно.
У чисел Брюно существует не так много больших «скачков» в последовательностях в которых знаменатель {\displaystyle (n+1)}-го сходящегося числа экспоненциально больше, чем знаменатель {\displaystyle n}-го сходящегося числа. В отличие от чисел Лиувилля они не могут быть необычно[уточнить] точными диофантовыми приближениями рациональных чисел.